# Éva Bánki
Éva Bánki (ur. 1966 w Nagykanizsa) –  węgierska pisarka oraz historyczka literatury.
Studiowała literaturę węgierską oraz portugalską na Uniwersytecie im. Loránda Eötvösa w Budapeszcie. Po ukończeniu studiów podjęła pracę naukową na tej uczelni, prowadząc badania nad literaturą średniowieczną, w tym poezją rycerską, twórczością trubadurską oraz poezją w języku galicyjskim. W 1996 roku uzyskała stopień doktora. 
Jej pierwsza powieść, Esőváros (Deszczowe miasto), opublikowana w 2004 roku została uhonorowana nagrodą Szépirodalmi Figyelő.

## Wybrana twórczość
- Esőváros (powieść, 2004)
- Aranyhímzés (powieść, 2005)
- Magyar Dekameron (2007)
- Fordított idő (2016)